# Jordi Arnau
Jorge Arnau Creus (nacido el 7 de abril de 1970 en Tarrasa, Cataluña), más conocido como Jordi Arnau, es un exjugador de hockey sobre hierba español. Su logro más importante fue una medalla de plata en los juegos olímpicos de Atlanta 1996 y otra mundial con la selección de España. Es hermano del también profesional Xavier Arnau. 